# شکیبا هاشمی (نویسنده)
شکیبا هاشمی (متولد ۲۰ می ۱۹۷۴) یک فمینیست و نویسنده از افغانستان است. وی نخستین زن افغان بود که در ۲۰۰۱ میلادی عنوان دیپلمات را به دست آورد. وی رئیس و بنیان‌گذار سازمان غیردولتی افغانستان آزاد است.

## کودکی و تحصیلات
شکیبا هاشمی در ۱۹۷۴ میلادی در کابل متولد شد. وی در جریان اشغال اتحاد جماهیر شوروی در سال ۱۹۸۶ میلادی از افغانستان مهاجرت کرد و زمانی که ۱۱ سال سن داشت به فرانسه رفت. وی تحصیلات خود را در مدرسه تجاری École supérieure de commerce در پاریس به اتمام رساند.

## فعال حقوق زنان و دیپلمات
هاشمی، سازمان افغانستان آزاد را در ۱۹۹۶ میلادی در واکنش به بدترشدن وضعیت حقوق دختران و زنان افغان تحت حاکمیت رژیم طالبان تأسیس کرد. هدف سازمان افغانستان آزاد در مدتی بیشتر از ۲۰ سال این بوده‌است تا دسترسی دختران و زنان افغانستان در مناطق روستایی به آموزش، صحت و آموزش‌های حرفهٔ را تسهیل نماید تا آن‌ها بتوانند در زندگی خود استقلال بیشتر داشته باشند. همچنان این سازمان بتواند دنیا را از وضعیت زندگی زنان افغان آگاه سازد. این سازمان هم‌چنین برای ۱۰ سال مجلهٔ تحت عنوان روز، که نخستین نشریه زنان در سطح کشور بود، را چاپ می‌کرد.
شکیبا هاشمی در حال پیشبرد فعالیت‌های متعددی در اروپا و ایالات متحده در مورد افغانستان است: کمپین‌های رسانه‌ای، لابی‌گری با شرکت‌ها، شخصیت‌های سیاسی و نهادها (گروه‌های کاری با کوفی عنان، سر منشی وقت ملل متحد؛ مهمان افتخاری روز زن در ژننو، سازمان بین‌المللی کار (ILO) و در کمیساری عالی سازمان ملل متحد برای پناهندگان (UNHCR)).
نخستین زن دیپلمات افغان در حکومت موقت افغانستان، وی در ژانویه ۲۰۰۲ به عنوان نخستین سفیر افغانستان در اتحادیه اروپا گماشته شد. وی توسط حکومت کابل در ژوئیه ۲۰۰۵ به عنوان مشاور خاص معاون اول ریاست جمهوری و مسئول پروژه‌های اولویت ملی گماشته شد. او در مارس ۲۰۰۷ توسط رئیس‌جمهور حامد کرزی به عنوان مشاور سفیر افغانستان مقیم پاریس تعیین گردید. وی در ۲۰۰۹ به علت فساد جاری در دستگاه دولتی افغانستان از مقام خود استعفا داد.
وی در سال ۲۰۰۹ میلادی شرکت مشورتی ایپوک کونسل (Epoke Consel) هم‌راه با ماری فرانسواز کولومبانی تأسیس نمود تا برابری را میان زنان و مردان در فرانسه ترویج نمایند، وی هم‌چنین شرکت مشورتی CH را تأسیس کرد که در مطالعه و طراحی پروژه‌های اجتماعی مرتبط به موقعیت زنان در شرکت‌ها به‌طور تخصصی کار می‌کرد. وی به عنوان مشاور استراتژی دوشس اعظم لوگزامبورگ (Grand Duchess of Luxembourg) در سازمان‌دهی یک کنفرانس بین‌المللی تحت عنوان «بایستید، حرف بزنید و بلند شوید» در مارس ۲۰۱۹ دخیل بود تا به خشونت جنسی در محیط‌های شکنندهٔ لوگزامبرگ پایان دهد، این کنفرانس در همکاری با مؤسسه «ما سلاح جنگ نیستیم» و بنیاد دنیس موک‌وگه دایر شد.

## آثار
هاشمی نویسنده کتاب خاطرات «کابل گستاخ» (L'Insolente de Kaboul) است که در ۲۰۱۲ به نشر رسید. وی نویسنده مشترک کتاب «به عشق مسعود» (Pour l'Amour de Massoud) با صدیقه مسعود است که در ۲۰۰۵ به چاپ رسید و جایزه پریکس ورایتی (Prix Vérité) را دریافت کرد، وی هم‌چنین نویسنده Visage volé, avoir 20 ans à Kaboul با لطیفه است.
شکیبا هاشمی در جریان حرفه خود جوایز متعددی را به دلیل کار خود برای زنان و حقوق بشر دریافت کرده‌است:
- ۲۰۱۹: جایزه بین‌المللی «زنان، دیجیتل، کار آفرینی» از بنیاد La France s'engage
- ۲۰۱۷: جایزه توان‌مند سازی مثبت از بنیاد سیاره مثبت
- ۲۰۱۶: جایزه زنان راجا برای فعالیت‌های تحصیلی و اجتماعی
- ۲۰۱۴: مدال طلا در مجمع حقوق بشر «Crans Montana»
- ۲۰۱۴: شوالیه نشان شایستگی ملی فرانسه
- ۲۰۱۲: جایزه حقوق بشر جمهوری فرانسه
- ۲۰۱۲: جایزه رسانهٔ Trofémina
- ۲۰۰۸: «جایزه زنان برای تحصیل» از جمع اقتصادی زنان
- ۲۰۰۱: جایزه زن در طلا «Femme en or»